# Marshosaurus
Marshosaurus byl rod středně velkého theropodního dinosaura, jehož fosilie byly objeveny v geologickém souvrství Morrison na území amerických států Utah a Colorado.

## Popis
Tento dinosaurus byl formálně popsán v roce 1976 a pojmenován byl po Othnielu Charlesi Marshovi, americkém paleontologovi, jenž byl hlavním aktérem Války o kosti v 19. století. Marshosaurus měřil podle výpočtů z roku 2010 na délku zhruba 4,5 až 5 metrů a vážil pravděpodobně kolem 200 kilogramů. Lebka zvířete byla dlouhá zhruba 60 centimetrů. Byl to tedy středně velký masožravec, který se nejspíš vyhýbal větším současníkům, jako byl Ceratosaurus, Allosaurus nebo Saurophaganax.